# Иваново-Вознесенская духовная семинария
Иваново-Вознесенская православная духовная семинария имени святителя Алексия Московского (САИВПДС) — высшее богословское учебное заведение Иваново-Вознесенской епархии Русской православной церкви, существовавшее в 2002–2023 годах и готовившее церковнослужителей и кандидатов в священнослужители.

## История
Начало профессионального религиозного образования в Ивановской епархии в постсоветский период связано с функционированием с 1996 года краткосрочных пастырско-богословских епархиальных курсов. Срок обучения составлял всего три месяца. За время своего существования курсы сделали пять выпусков своих учащихся, всего их закончили свыше 80 человек.
Из-за финансового кризиса 1998 года архиепископ Амвросий (Щуров) принял решение повременить с набором в только что зарегистрированное в управлении юстиции духовное училище, а также с подачей документов Святейшему Патриарху и председателю учебного комитета о его утверждении.
Результатом переговоров с руководством Иванова стало решение о передаче в безвозмездное пользование училищу двухэтажного здания закрытого детского сада в микрорайоне ТЭЦ-3.
6 октября 1999 года патриарх Алексий II дал благословение на открытие Ивановского духовного училища. Были набраны первые 20 студентов.
В 2000 году архиепископ Амвросий впервые обратился к патриарху Алексию II и председателю учебного комитета архиепископу Верейскому Евгению (Решетникову) с просьбой об открытии на базе училища духовной семинарии. Но в 2001 году Священный синод принял решение оставить училище в прежнем статусе, причём основную роль в этом сыграло то, что 20 % учащихся не имели полного среднего образования.
17 июля 2002 года на заседании Священного синода было принято решение об открытии семинарии.
В семинарии действовал сектор заочного обучения и экстернат.
27 декабря 2023 года решением Священного синода Русской православной церкви семинария преобразована в Межъепархиальный центр подготовки церковных специалистов Ивановской митрополии.

## Ректоры
- архимандрит Зосима (Шевчук) (17 июля 2002 — 21 августа 2007)
- игумен Ювеналий (Лепёшкин) (21 августа 2007 — 27 июля 2011)
- игумен Герман (Дворцов) (27 июля 2011 — 29 июля 2017)
- митрополит Иосиф (Македонов) (29 июля 2017 — 27 декабря 2023)